# Piper (botanica)
Piper L., 1753 è un genere di piante appartenente alla famiglia delle Piperacee.

## Distribuzione e habitat
Il genere ha un areale pantropicale.

## Tassonomia
Il genere comprende oltre 2000 specie, la più nota delle quali è il pepe nero (Piper nigrum).

### Alcune specie

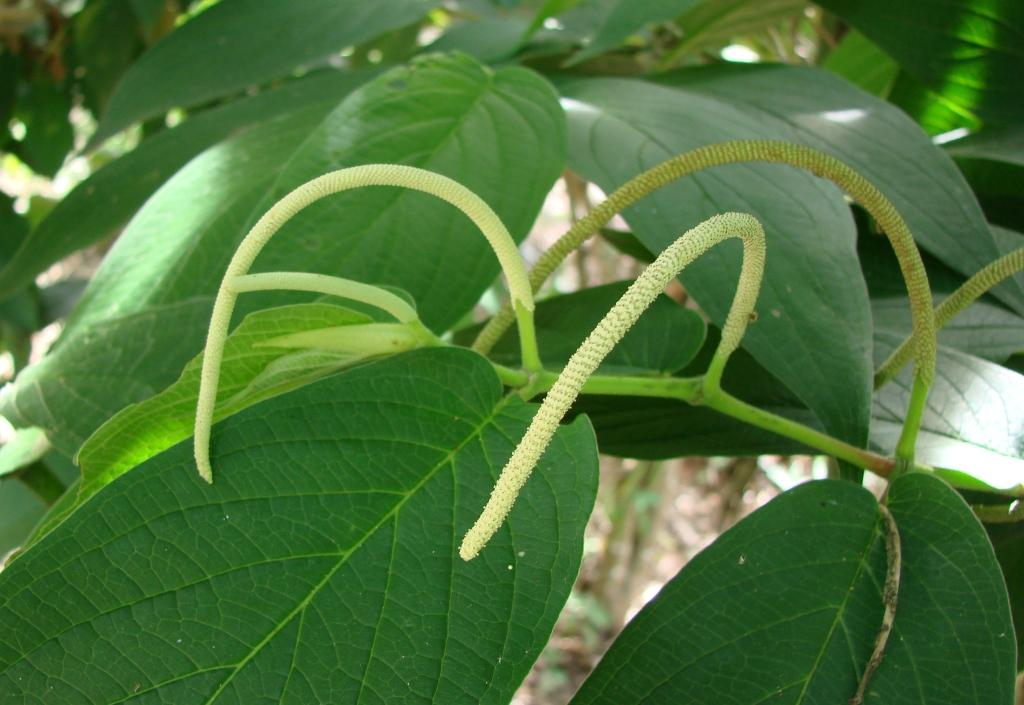
Piper aduncum
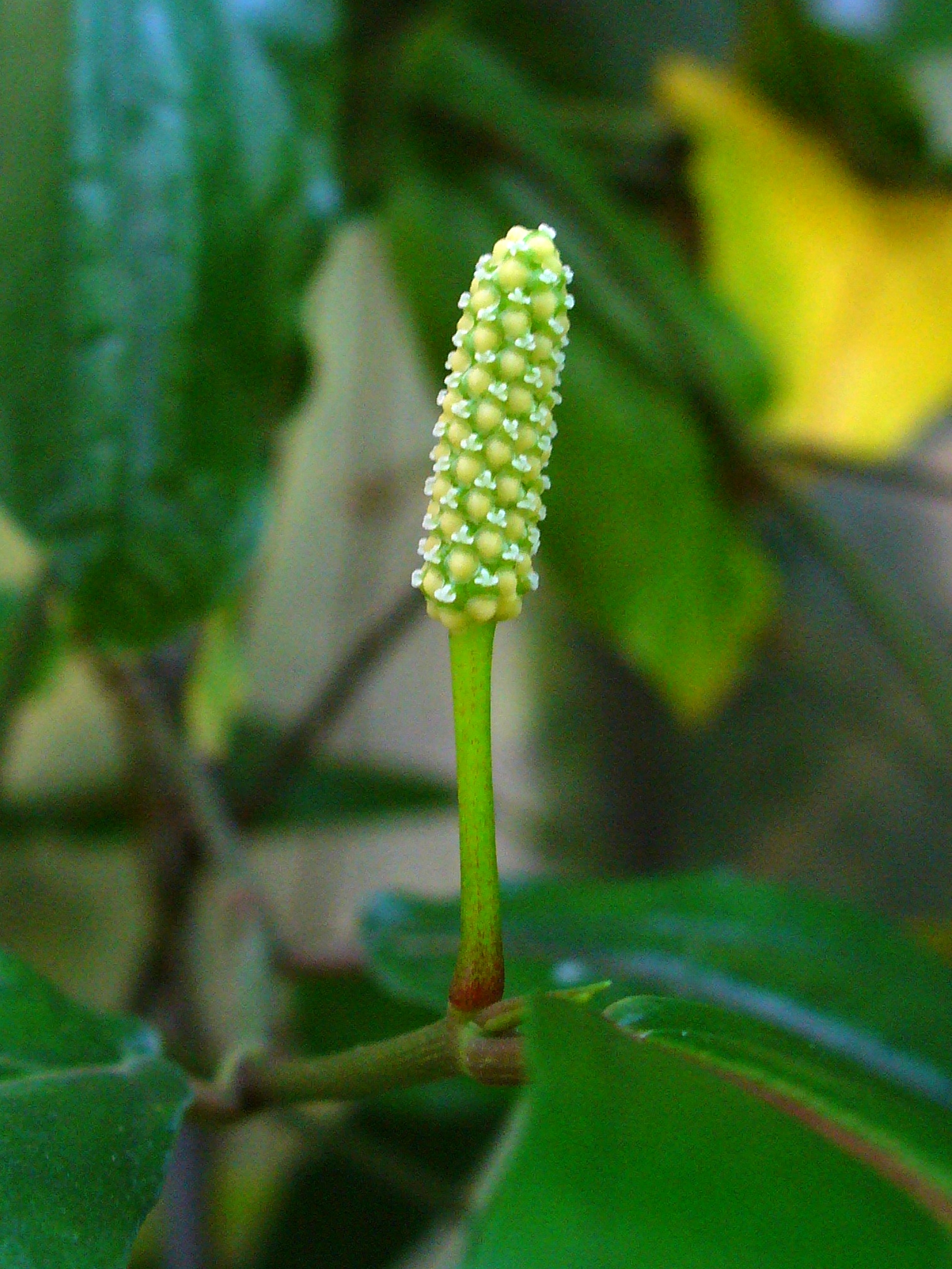
Piper cubeba
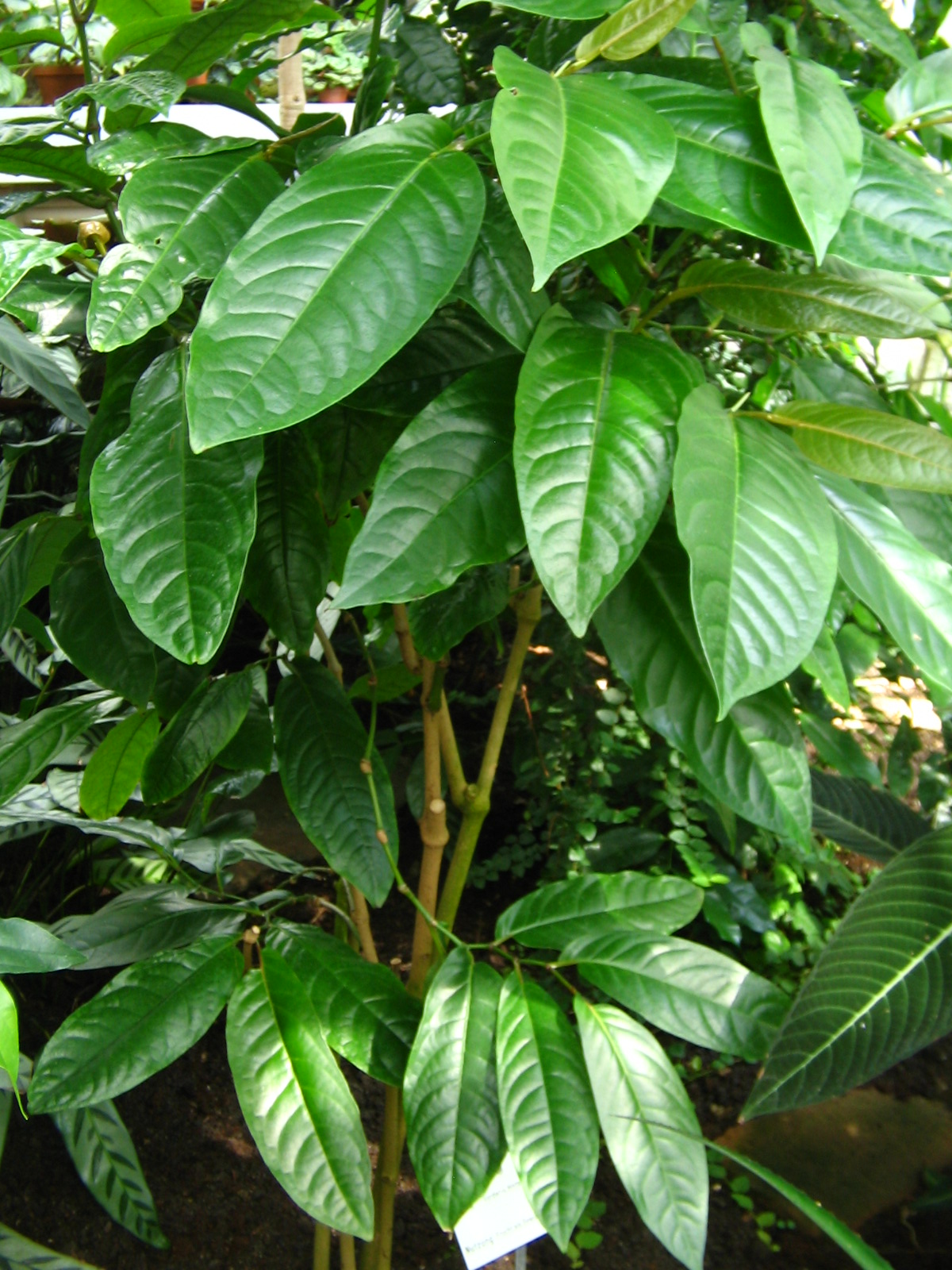
Piper longum
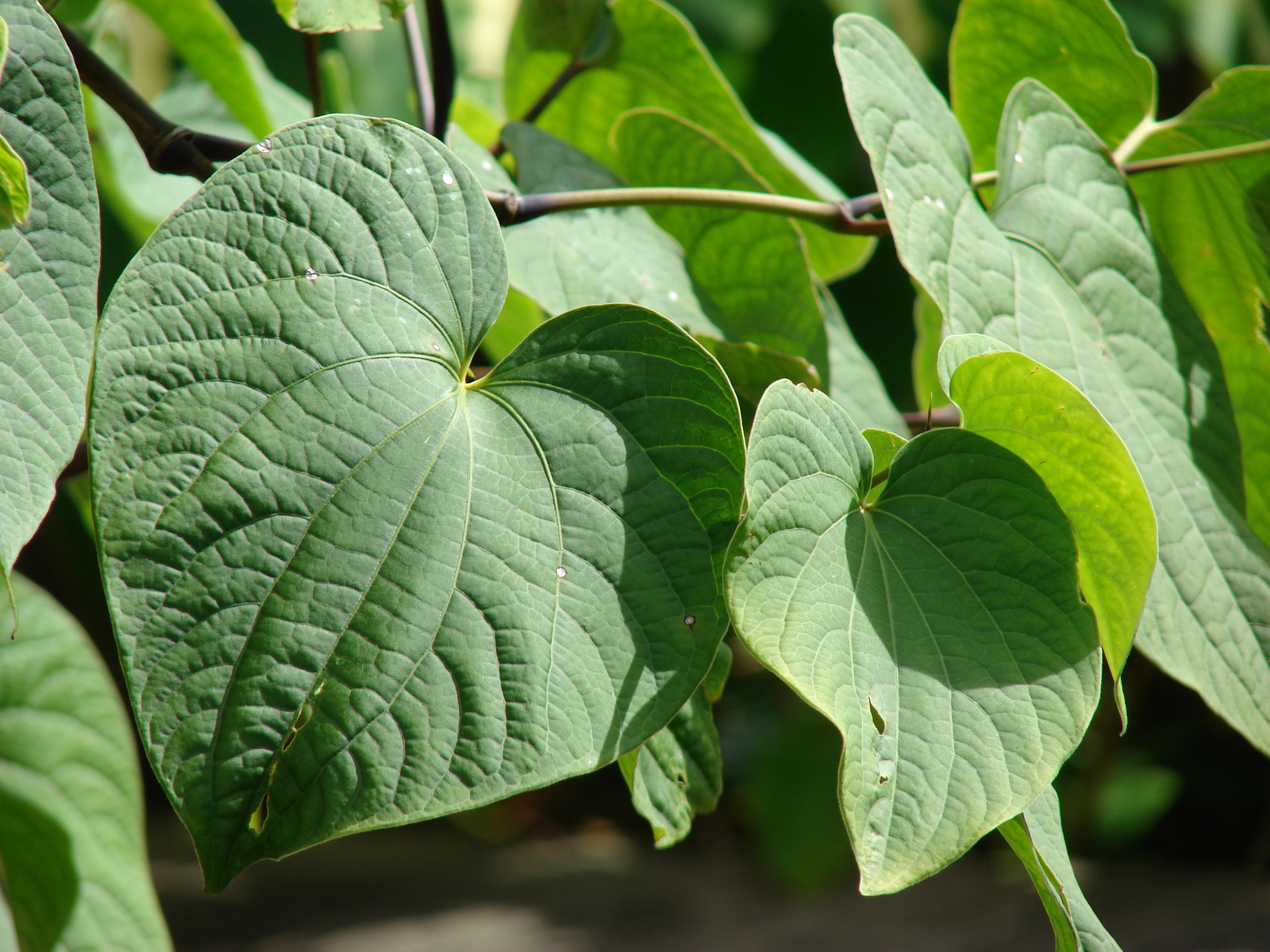
Piper methysticum
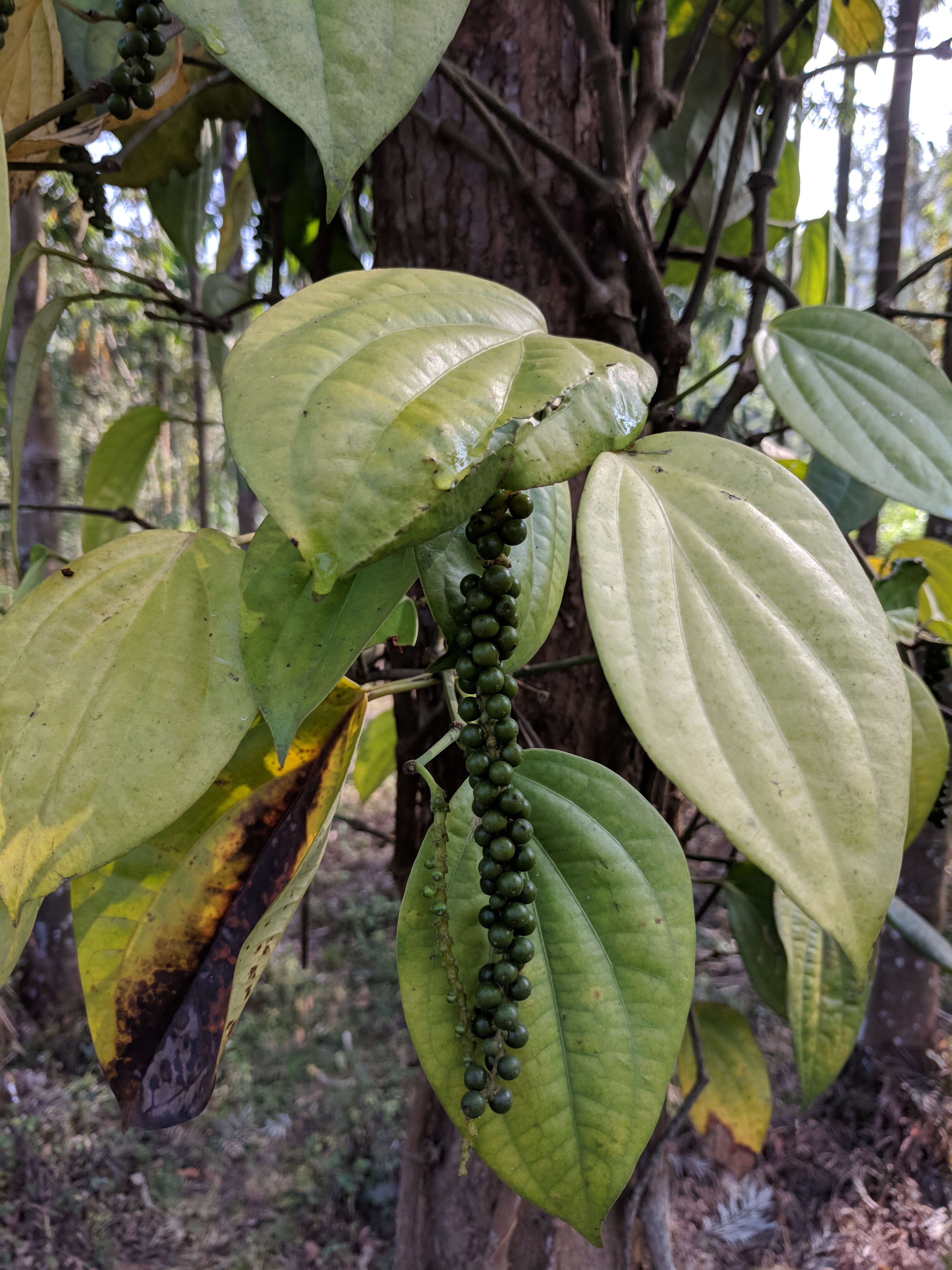
Piper nigrum
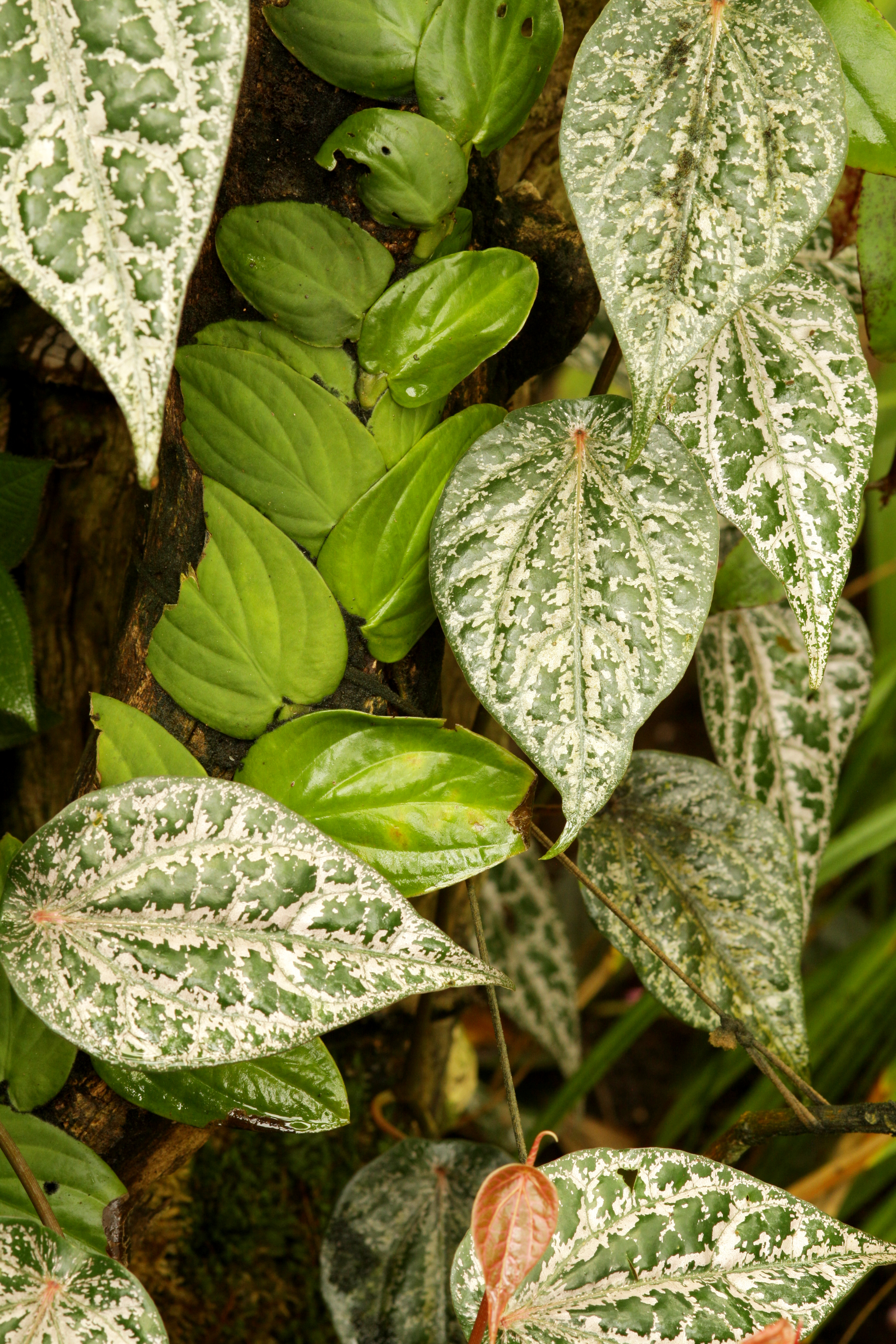
Piper ornatum